# Colômbia nos Jogos Pan-Americanos
A participação da Colômbia nos Jogos Pan-Americanos se deu desde a primeira edição do evento esportivo, em 1951, em Buenos Aires, Argentina. O país também já foi sede do evento uma vez. A sexta edição dos Pan-Americanos foi realizada na cidade colombiana de Cáli entre 30 de julho e 13 de agosto de 1971. A Colômbia mandou uma delegação para os Jogos Pan-Americanos de Inverno, realizados uma única vez em 1990 em Las Leñas, Argentina, mas não conquistou medalhas.

## Quadro de medalhas
| Ano   | Sede             | Gold | Silver | Bronze | Total |
| ----- | ---------------- | ---- | ------ | ------ | ----- |
| 1951  | Buenos Aires     | 1    | 0      | 0      | 1     |
| 1955  | Cidade do México | 2    | 3      | 1      | 6     |
| 1959  | Chicago          | 0    | 0      | 0      | 0     |
| 1963  | São Paulo        | 0    | 0      | 0      | 0     |
| 1967  | Winnipeg         | 1    | 2      | 5      | 8     |
| 1971  | Cáli             | 5    | 9      | 14     | 28    |
| 1975  | Cidade do México | 2    | 4      | 4      | 10    |
| 1979  | San Juan         | 0    | 1      | 8      | 9     |
| 1983  | Caracas          | 1    | 7      | 13     | 21    |
| 1987  | Indianápolis     | 3    | 8      | 13     | 24    |
| 1991  | Havana           | 5    | 15     | 21     | 41    |
| 1995  | Mar del Plata    | 5    | 15     | 28     | 48    |
| 1999  | Winnipeg         | 7    | 17     | 18     | 42    |
| 2003  | Santo Domingo    | 11   | 8      | 24     | 43    |
| 2007  | Rio de Janeiro   | 14   | 20     | 13     | 47    |
| 2011  | Guadalajara      | 24   | 25     | 35     | 84    |
| 2015  | Toronto          | 27   | 14     | 31     | 72    |
| Total | Total            | 108  | 148    | 228    | 484   |